# Bulbostylis guaglianoneae
Bulbostylis guaglianoneae är en halvgräsart som beskrevs av M.G.López. Bulbostylis guaglianoneae ingår i släktet Bulbostylis och familjen halvgräs. Inga underarter finns listade i Catalogue of Life.